# Oefa
Oefa (Russisch: Уфа; Basjkiers: Өфө, Öfö) is een stad in Rusland en is een van de industriële centra van de Oeral. De stad ligt aan de samenvloeiing van de rivieren Belaja, Oefa en Djomoj op het Oefa-plateau in de Cis-Oeral. Oefa ligt op ongeveer 100 kilometer van de Oeral en op 1519 kilometer van Moskou. Het is de hoofdstad van Basjkirostan, een autonome republiek in oostelijk Europees Rusland. De stad heeft een lengte van ongeveer 30 kilometer vanaf het zuidwesten naar het noordoosten en heeft een oppervlakte van 753,7 km².

## Geschiedenis

### Voorgeschiedenis

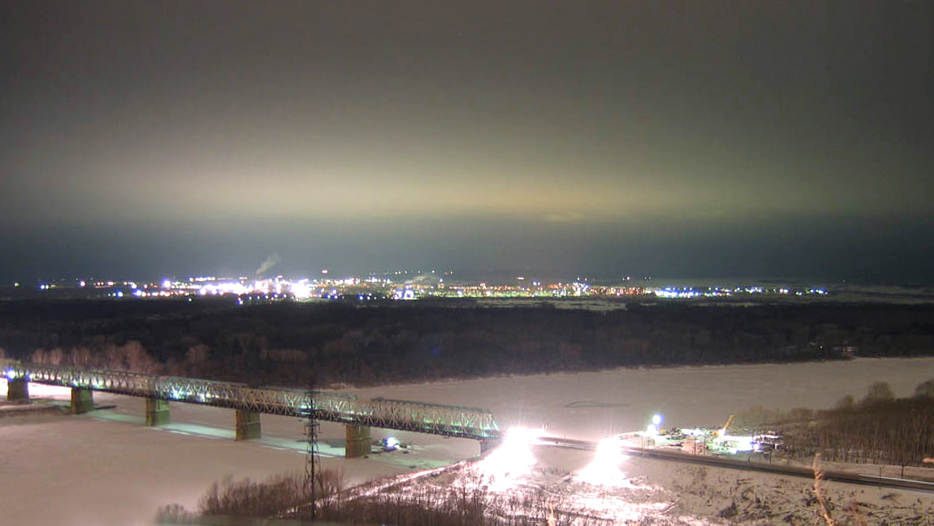
Gezicht over de bevroren Belajarivier

Uit archeologische opgravingen is gebleken dat er lang geleden ook een plaats moet hebben gelegen, die door wetenschappers Toera-Taoe wordt genoemd en mogelijk 5000 jaar oud is. Volgens onderzoeker Vladimir Poetenichin die de ontdekking deed is Toera-Taoe mogelijk de naam van de heuvel Oera en is deze naam verkeerd overgenomen door de Russen; zij zouden de r in Oera hebben vervangen door de f, waardoor het Oefa werd. De oorspronkelijke naam Toera-Taoe zou volgens hem "tevoorschijn gekomen uit de zon" betekenen.
Het gebied dat nu Basjkirostan heet werd in 1237 veroverd door de Gouden Horde. Toen deze in de 15e eeuw in verval raakte, brak tussen de regionale heersers een strijd los over de macht in het gebied. Basjkirostan werd hierbij in drieën gedeeld en was het strijdtoneel van onderlinge gevechten die vooral de Basjkierse stammen trof. Samen met de opkomst van Moskou en de val van het kanaat Kazan in 1552, zorgde dit ervoor dat Basjkirostan een onderdeel werd van Moskovië.
In 1574 werd in opdracht van tsaar Ivan IV een fort gesticht om de nieuwe zuidoostelijke grens van Rusland te beschermen, na de inname van Basjkirostan door de Russen. Volgens historische Russische documenten werd er na de val van het islamitische kanaat Kazan een aantal boodschappers naar het gebied gestuurd uit naam van Ivan IV om de bevolking van Basjkirostan te vragen of ze zich aan wilden sluiten bij Moskovië. Tussen 1554 en 1557 sloten alle Basjkierse stammen zich daarop vrijwillig aan in een confederatie met Moskovië. De Russische regering bestuurde de stad eerst vanuit Kazan, maar de Basjkieren werden in hun gebied geplaagd door overvallen van rondtrekkende strijdlustige nomadenstammen. Daar er in het gebied nog geen enkele stad of militair steunpunt was, vroegen de Basjkieren tsaar Ivan IV om bescherming. Daarop beval Ivan IV een vesting te stichten. Hij zond een afgevaardigde om een geschikte plaats te vinden, die deze vond aan de samenvloeiing van de rivier de Oefa en de Belaja aan de oude handelsroute naar Kazan.

### Stichting en periode als militaire vesting
In 1574 werd deze kleine vesting gesticht door een divisie van de Russische streltsy. Op dat moment was het de meest oostelijk gelegen nederzetting van Rusland. De Basjkieren noemden de plaats Toera-Taoe (Туратау), naar de naam van de heuvel waarop deze was gevestigd (volgens Russische bronnen betekende de naam vervloekte stad - Чёртово городище). Om de vesting werd een 440 meter lange eikenhouten palissade gebouwd, waarna de lokale bevolking het fort lmenkala ging noemen ("een plaats van eiken"). Tegelijkertijd begon echter de naam Oefa in de mode te komen. Oefa is mogelijk afgeleid van het oude Turkse woord oefak, dat "klein" betekent of komt van een Iraans woord voor "water" dat via de Scythisch-Sarmatische stammen ingang vond in het gebied. De plaats werd in die tijd voornamelijk bewoond door de dienstklassebevolking, zoals adellijkheid, streltsy, kozakken en artilleristen. Ze woonden meestal buiten het fort in de posad (handelsnederzetting). In 1586 kreeg Oefa de stadstatus. De stad breidde zich snel uit en de oude houten palissade begon door de jaren heen te verrotten. De stad werd geplaagd door aanvallen vanuit het oosten en in 1635 werd de stad belegerd door de Siberische vorsten Tjavka en Ablaj van het kanaat Sibir, maar hun leger werd verslagen door Russische en Basjkierse troepen en ze werden gevangengenomen. De aanvallen gingen door tot rond 1650, toen de Kalmukken, die een belangrijk onderdeel vormden van de aanvallers, zich aansloten bij het Russische Rijk. De dienstklassebevolking was erg actief in het uitbreiden van de versterkingen, het bewaken van de grenzen en met het bouwen van nieuwe forten als Birsk en Tabinsk (nu het dorpje Taginskoje).
Oefa werd regelmatig aangevallen door zowel nomadische volkeren als door bijvoorbeeld kozakken, maar werd nooit veroverd. Opstanden kwamen vaak voor onder de Basjkieren en andere inwoners van het gebied (zie Basjkierse opstanden). De Basjkierse opstand van 1662 tot 1664 was de eerste grote opstand. Deze werd onder andere veroorzaakt doordat de Russische vorsten in Moskou de lokale Basjkierse feodale vorsten verboden om nog langer aanvallen uit te voeren op de Kalmukken en eiste dat ze hun gevangenen vrij zouden laten. De lokale heersers wilden meer invloed over hun gebied en voedden de onvrede over corrupte jasak-inners bij de Basjkierse bevolking voor hun eigen belangen.
Bij de opstand, die zich over beide zijden van de Oeral verspreidde en waarbij ook Oefa tevergeefs werd belegerd, werden verschillende Russische plaatsen in het gebied verwoest, waarna de Russische troepen na mislukte onderhandelingen het gebied in 1664 weer innamen. Daarop kreeg Oefa een nieuwe verdedigingspallisade van eikenhout met een hoogte van 2 sazjen (± 4,3 meter). Na deze uitbreiding werd het centrum voortaan aangeduid als "oude stad". De stad breidde zich vooral uit in westelijke richting langs de hoofdwegen, met name langs de handelsweg van Kazan naar Moskou en werd een handelscentrum voor handel tussen Siberië en Centraal-Rusland. Bij de tweede Basjkierse opstand (1681–1684) werd Oefa opnieuw vruchteloos belegerd evenals bij de vierde en vijfde Basjkierse opstanden van 1735 en 1755. In de jaren 30 van de 18e eeuw vormde Oefa de basis voor de oprichting van het kozakkenfort bij Orenburg, waarbij de bevolking in Oefa afnam en de stad haar strategische waarde verloor. Op 23 mei 1759 brak een grote brand uit in de stad, waarbij een groot deel van het houten kremlin en de stadsgebieden daaromheen verloren gingen. In 1773 brak de Poegatsjov-opstand uit onder leiding van Don-Kozak Jemeljan Poegatsjov. Deze werd hierin gesteund door de Basjkierse rebel en dichter Salaoeat Joelajev (Russisch: Salavat Joelajev), die door deze strijd, waarbij Oefa ondanks een 4 maanden durende belegering weer niet werd veroverd, uitgroeide tot nationale held van de Basjkieren. Na deze oorlog verloor Oefa langzamerhand zijn positie als strategisch fort.

### Bestuurlijke hervormingen
Oefa was eerst onderdeel van het gouvernement Kazan en werd in 1715 onderdeel van de provincie Oefa en in 1744 van het nieuwe gouvernement Orenburg. Bij de bestuurlijke hervormingen van 1775 ontstond Oefa als gouvernement, maar vanaf 1796 was het weer onderdeel van het gouvernement Orenburg, om 5 jaar later, in 1802, opnieuw af te worden gescheiden, waarbij Oefa haar huidige status als bestuurlijk centrum (provinciehoofdstad) kreeg. Gedurende de 17e en 18e eeuw veranderde Oefa geleidelijk van een militaire vesting naar het politieke en economische centrum van de regio. Vanaf 1772 had Oefa zijn eigen gemeentehuis met een stadsraad die de stad bestuurde. In 1781 ontstond de namestnitsjestvo Oefa die werd geleid door namestnik Ivan Lamb en die in 1796 weer opging in het gouvernement Orenburg. In 1788 vestigde de Russische raad van moefti's zich in Oefa. In 1865 werd Oefa door een tsaristische oekaze van Alexander II benoemd tot hoofdstad van het nieuwe gouvernement Oefa.

### Industrialisatie en groei
De industrialisatie van Oefa begon in de 19e eeuw. In het midden van de 19e eeuw bestonden er al ongeveer 1000 huidenbedrijven en enkele ankerplaatsen aan de rivier. De handel van de stad groeide verder toen de scheepshandel werd versterkt door de invoering van reguliere scheepvaart op de rivier de Belaja in 1870 en door de aanleg van de spoorlijn van Samara naar Zlatoöest tussen 1888 en 1892. In de stad ontstonden stoommolens, houtzagerijen, spoor- en scheepsreparatiebedrijven. Aan het einde van de 19e eeuw telde Oefa ongeveer 30 fabrieken – levensmiddelen-, leer-, silicaten- en houtverwerkende bedrijven. Daarnaast werd Oefa een belangrijk centrum voor de handel in deeg en vlees.
Na de Russische Revolutie werd tijdens de Russische Burgeroorlog de moslimstaat Idel-Oeral uitgeroepen op het territorium van Oefa, Kazan en Perm in een poging het kanaat Kazan nieuw leven in te blazen en kort daarop werden de communisten de stad uitgezet. De witte legergeneraal Aleksandr Koltsjak richtte op 8 september het Oefa Directoraat op met een eigen grondwet dat bestond uit vijf personen die de voorlopige regering van Rusland moesten vormen. Deze poging werd echter een grote mislukking door de grote problemen die bij de witten speelden. In april 1918 hadden de bolsjewieken zich hersteld en werd het gebied veroverd door het Rode Leger en Koltsjak ontbond het directoraat en vestigde zijn hoofdkwartier in Omsk. Het Tsjecho-Slowaaks Legioen dat op weg was naar Vladivostok, hielp Koltsjak in maart 1919 om de stad te heroveren, maar het Rode Leger had zich snel hersteld en in november van dat jaar had commandant Michail Froenze de stad weer in bezit.

### Sovjetperiode tot nu
Toen de Basjkierse Autonome Sovjetrepubliek (BASSR) werd ingesteld in 1922, werd Oefa ook hiervan de hoofdstad. In de daaropvolgende jaren werd tijdens de eerste vijfjarenplannen in Oefa een motorenfabriek gebouwd en de eerste TEZ-elektriciteitscentrale en in 1939, na de vondst van aardolie, werd in Oefa het eerste aardolieverwerkend bedrijf geopend. In de jaren '20 en 30 ontwikkelde de stad zich verder. De industriële productie steeg in deze jaren tot het zestienvoudige van daarvoor. In die tijd werd de industriecombinatie van Oefa gebouwd, bestaande uit een lucifer- en een gloeilampenfabriek, een houtzagerij en een grote leerlooierij. Daarnaast kwamen er verdere bedrijven op het gebied van de levensmiddelenindustrie en de lichte industrie. Tijdens de Tweede Wereldoorlog werden op bevel van Stalin ongeveer 1000 grote industriële bedrijven, vele overheidsfuncties en een aantal wetenschappelijke instituten naar Oefa geëvacueerd. Hieronder was ook de Comintern. Meer dan 100.000 mensen werden geëvacueerd naar de stad en de stad zelf verloor bij gevechten in de Grote Vaderlandse Oorlog vele inwoners.
In de naoorlogse tijd werd de exploitatie en verwerking van aardolie erg belangrijk voor de stad en speelde daarop de grootste rol binnen de industrie van Oefa. De "Nieuwe Olieverwerking van Oefa" werd geopend in de jaren 50. Het derde olieverwerkende bedrijf volgde kort daarop. De olieraffinage is nog steeds een van de belangrijkste economische sectoren van Oefa. Daarnaast kwamen ook de chemische industrie, machinebouw, productie van elektrische en mijnbouwapparatuur, synthetische rubbers en voedselproductie op in de stad. Op 24 juli 1956 werd door de sovjet van de BASSR besloten tot de samenvoeging van de noordelijker gelegen stad Tsjernikovsk met Oefa. Tsjernikovsk werd vanaf toen bestuurlijk aangeduid als het district Ordzjonikidzevski van Oefa.
Sinds 1991 is Oefa het bestuurlijk centrum van de autonome republiek Basjkirostan.
Internationale bekendheid kreeg de stad toen in 2002 bij een Vliegtuigcrash boven het luchtruim van Überlingen bij het Bodenmeer een Tupolev Tu-154 van Bashkirian Airlines en een Boeing 757 van de pakketdienst DHL met elkaar in botsing kwamen.
Hierbij kwamen de piloten van beide vliegtuigen om het leven, alsmede alle passagiers van het Bashkirische toestel.
De meeste daarvan waren afkomstig uit Oefa, waaronder 49 kinderen.

## Transport

### Extern
De stad is een belangrijk knooppunt van wegen, spoorwegen, waterwegen en pijpleidingen en onderhoudt luchtverbindingen met onder andere Europa.
De trans-Siberische spoorlijn kruist hier de rivieren Belaja en Oefa en wegen verbinden de stad met steden als Moskou, Tsjeljabinsk, Kazan, Samara en Orenburg. In de buurt van de stad vond in 1989 de treinramp bij Oefa plaats.
De stad heeft busverbindingen met de plaatsen en districten van Basjkirostan via centrale busstations in het noorden en zuiden van de stad. Luchtverkeer vindt sinds 1938 plaats via de internationale luchthaven Oefa ten zuiden van de stad. Oefa ligt aan spoorlijnen die het westelijk deel van Rusland met de Oeral en Siberië verbinden. De rivieren zijn vooral belangrijk voor vrachtvervoer. Via de pijpleidingen wordt aardolie en aardgas getransporteerd naar andere delen van Rusland.

### Intern
Het stadsverkeer verloopt hoofdzakelijk in noord-zuidelijke richting tussen het stadscentrum in het zuidwesten en het district Ordzjonikidzevski (Tsjernikovsk). Voor de ontlasting van deze hoofdweg werd in de jaren 80 een parallelrijbaan, de prospekt Okjabrja, gebouwd. De stad wil al sinds de jaren 60 een metrosysteem aanleggen, maar dit project werd in 2005 gestopt, vanwege de hoge kosten en goedkopere alternatieven.

## Bestuurlijke indeling
De stad is bestuurlijk onderverdeeld in zeven stadsdistricten of rajons (tussen haakjes het aantal inwoners in 2004):
- Djomski - Дёмский (52.800)
- Kalininski - Калининский (195.700)
- Kirovski - Кировский (138.700)
- Leninski - Ленинский (71.400)
- Oktjabrski - Октябрьский (232.300)
- Ordzjonikidzevski - Орджоникидзевский (176.600)
- Sovjetski - Советский (173.100)

## Demografie en religie
De bevolking van de stad bestond in 2002 voor 50,5% uit Russen (in 1979: 58,2%), voor 28,1% uit Wolga-Tataren (in 1979: 24,7%), 14,8% Basjkieren (in 1979: 9,5%) en ongeveer 2,5% Oekraïners, 1% Tsjoevasjen, 1% Mari en nog een groot aantal kleinere minderheden. De belangrijkste religies zijn de Russische orthodoxie en de islam. In Oefa bevindt zich ook de zetel van de hoogste moslimgeestelijkheid van Europees-Rusland, die ook gaat over Siberië en Kazachstan en de Europese GOS-landen. De grootmoefti Telget Tajetdin van Oefa wordt echter door veel moslims genegeerd en zijn rivaal, de regeringsgetrouwe sjeik Ravil Gainutdin, is voorzitter van de Russische Raad van moefti's.

### Bevolkingsverloop
| Jaar           | Bevolking |
| -------------- | --------- |
| Halv. 17e eeuw | 700–800   |
| 1718           | 5.600     |
| 1811           | 9.200     |
| 1840           | 16.500    |
| 1865           | 20.100    |
| 1879           | 23.200    |
| 1886           | 27.000    |
| 1897           | 49.300    |
| 1913           | 100.700   |
| 1916           | 112.700   |

| Jaar | Bevolking |
| ---- | --------- |
| 1920 | 92.800    |
| 1923 | 85.300    |
| 1926 | 98.500    |
| 1939 | 250.000   |
| 1959 | 546.900   |
| 1970 | 770.900   |
| 1979 | 976.858   |
| 1989 | 1.079.765 |
| 2002 | 1.049.479 |
| 2007 | 1.130.001 |

## Sport
In Oefa bevinden zich ongeveer 1000 sportfaciliteiten, waaronder zes stadions. Oefa heeft een ijshockeyteam genaamd "HC Salavat Joelajev Oefa" die in de hoogste liga speelt van Rusland met als hoogste verdienste een bronzen medaille in 1997. Thuiscompetities worden gespeeld in het "Dvorets Sporta" ("Sportpaleis"). Het voetbalteam van Oefa heet FK Oefa dat na de oprichting in 2010 twee keer op rij wist te promoveren.

## Klimaat
Oefa ligt in de klimaatzone van het gematigde noordelijke bossteppes. Het klimaat is continentaal en vochtig met warme zomers en gematigd koude winters. De gemiddelde temperatuur bedraagt -14,6 °C in januari, met een minimumtemperatuur van -40 °C. In juli bedraagt de gemiddelde temperatuur 19,3 °C met een maximumtemperatuur van 40 °C. De jaarlijkse neerslag bedraagt 419mm.

## Geboren
- Sergej Aksakov (1791–1859), literair schrijver
- Michail Nesterov (1862–1942), kunstschilder
- Jelena Vladimirovna Moechina (1924-1991), dagboekschrijfster (over Leningrad)
- Gjoelli Moebarjakova (1936-2019), actrice
- Sergej Dovlatov (1941–1990), schrijver van Armeens-Joodse afkomst
- Natalia Moltsjanova (1962–2015), vrijduikster
- Rustem Dautov (1965), Russisch-Duitse grootmeester in het schaken
- Andrej Tsjerkasov (1970), tennisspeler
- Vadim Milov (1972), Zwitserse schaker
- Aleksej Selivjorstov (1976), bobsleeër
- Zemfira (1976), rockzangeres
- Dmitri Vasiljev (1979), schansspringer
- Jelizaveta Gretsjisjnikova (1983), atlete
- Ljajsan Rajanova (1989), alpineskiester
- Semjon Jelistratov (1990), shorttracker
- Anton Babikov (1991), biatleet
- Daniil Kvjat (1994), Formule 1-autocoureur
- Milena Bykova (1998), snowboardster
- Kristina Spiridonova (1998), freestyleskiester

## Stedenbanden
- Ankara
- Halle an der Saale
- Las Piñas
- Orenburg
- Paldiski

## Trivia
- De Steen van Dasjka werd in de buurt van Oefa gevonden.

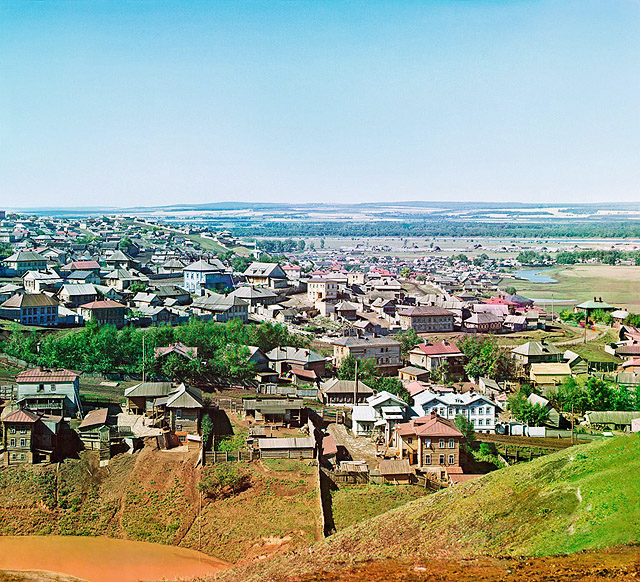
Foto uit begin 20e eeuw (Prokoedin-Gorski)
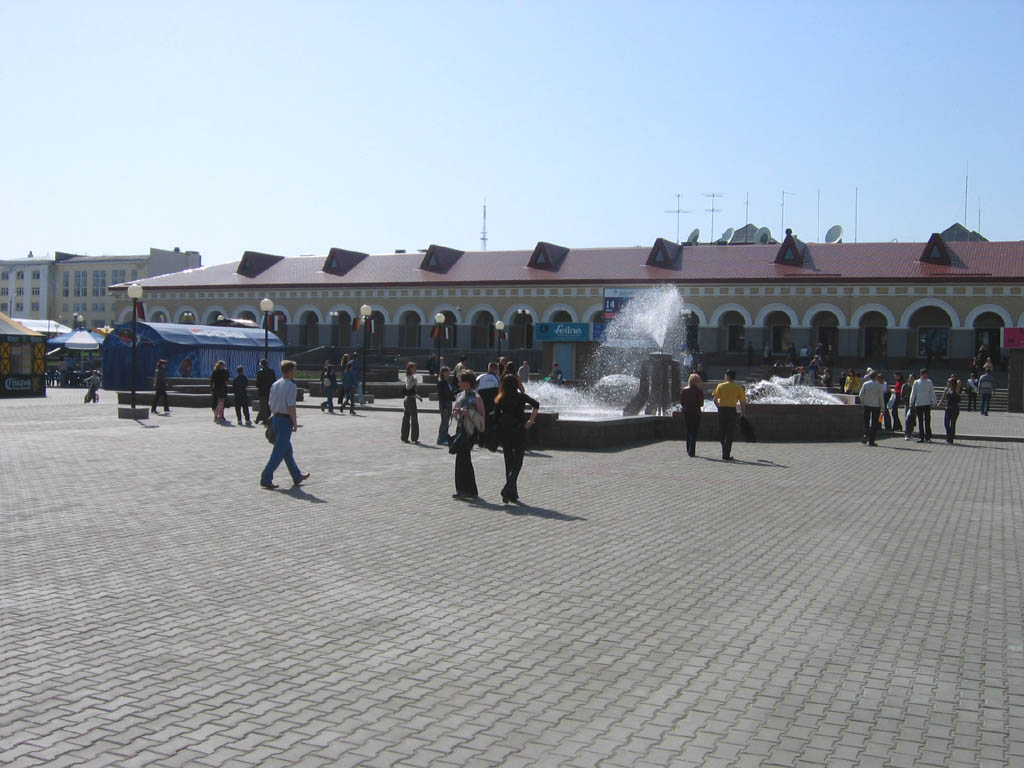
Winkelcentrum Gostiny Dvor in het centrum
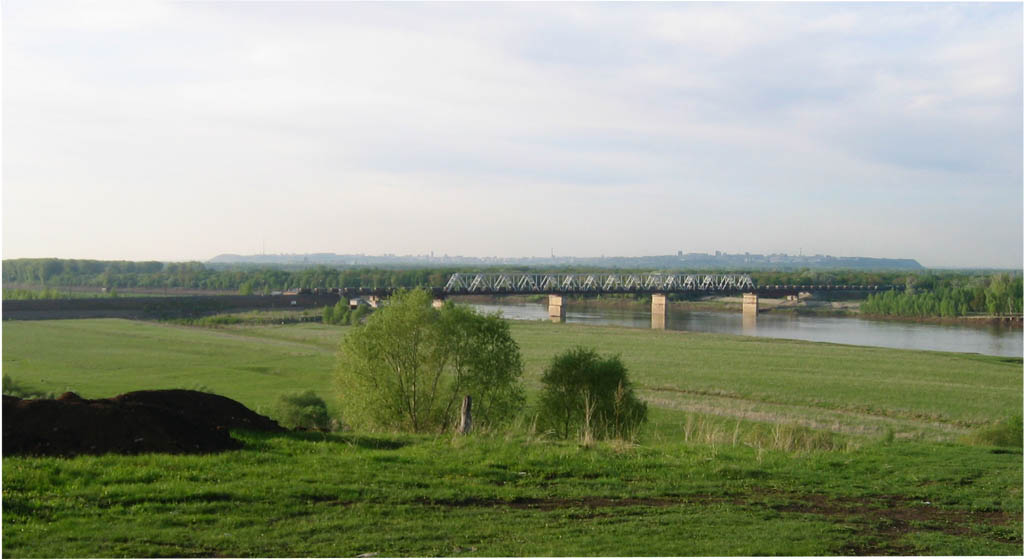
Blik over de Oefarivier op de stad
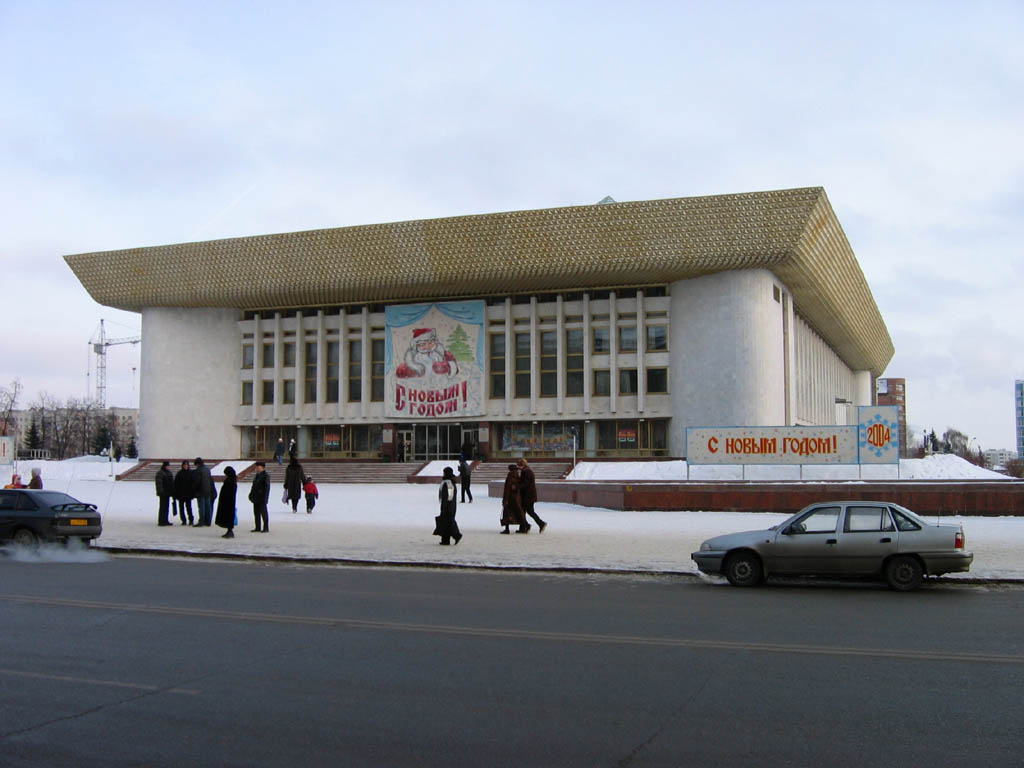
Dramatheater van Oefa